# 한웅진
한웅진(韓雄震)은 대한민국의 군인. 지리산 전투와 한국 전쟁 참전.

## 생애
본관은 청주, 전라남도 장성에서 어린 시절을 보냈으며 일제 강점기 홀연 단신 일본으로 건너가 10년 유학 생활을 하였다. 중고등학교를 거쳐 일본 중앙(中央)대학교 법학부에 김종오, 한신과 함께 적을 두었으며 3학년 재학 중 일본학도병으로 1944년 1월20일 강제징집 되었다.
해방 이후 1946년 대한민국 육군사관학교 2기생으로 박정희와 함께 입교하였다.
육사 졸업직후 춘천 8연대에 첫 자대 배치 받았으며 1948년 3연대 3대대를 지휘, 여순반란군 핵심 부대를 지리산 북쪽 괘관산 전투에서 섬멸하는 큰 전공을 세웠다.
1949년 김안일 후임으로 육군본부 정보국 특무부대를 장경순과 함께 이끌었고 이를 김창룡에게 인계하였다. 한편, 같은 기간 중에 HID 대북첩보부대를 창설하였다.
1950년 인천상륙 직후, 백인엽 17연대장 후임으로 북진 선봉에 나섰으며 1956년 전주 제35보병사단 창설작업을 완료하였다.
1961년 5월16일 새벽 정보학교 교장 신분으로 박정희를 책임 경호하며 한강 다리를 함께 건넜고 곧장 남산 KBS 방송국을 점거하였다. 중앙정보부 창설 임무를 김종필에게 넘겨 주었으며 516 최고회의에서 공안분과위원장으로 천거 되었다.
516 발발 45일 후 1961년 6월30일, 양평 백마9사단장 보직과 함께 군으로 복귀, 대전 3군관구사령부를 거쳐 대구 2군사령부에서 1966년 20년 군생활을 마감하였다.
1970년 유진산 신민당 당수의 권유로 야당 공천을 제의 받았으나 이를 고사 하였으며 1988년 오랜 야인 생활을 끝내고 숙환으로 별세하였다 (향년 66세).

## 상훈
보국훈장 국선장, 보국훈장 천수장, 을지무공훈장, 충무무공훈장 3회, 화랑무공훈장 2회 등을 수상하였다.
1. ↑  정기환 인천일보 논설실장 (전 중앙일보, 조선일보, 매일신문 기자), "한웅진 장군은 육사 2기로 입교하여 동기생 박정희를 첫 만났다."
인천일보 2017년 [정기환 칼럼] 구상 ·황용주·한웅진, 그들과 박정희의 시대 : 인천일보 2025년 7월26일 확인.
2. ↑  조갑제 출판국부국장·이동욱 월간조선기자, "지리산 전투에서 큰 전공을 세운 한웅진은 중령으로 특진하여 정보국 산하의 방첩부대(CIC)본부 장으로 취임하였다." 조선일보 월간조선 연재 [내 무덤에 침을 뱉어라] 제9장 6.25 (1) 남침임박 : 2025년7월30일 확인.
3. ↑  배진영  월간조선 기자, "정보학교장 한웅진(한충렬) 준장은 박정희 장군의 혁명동지였다." 월간조선 2016년7월호: 배진영의 기무사 비록 <3> 5.16과 방첩부대: 월간조선 2025년7월24일 확인.
4. ↑  조갑제 조선일보 출판국부국장(전 월간조선대표), "5월16일 새벽2시 박정희는 한웅진 준장과 함께 6관구사령부를 나와서 지프에 올랐다" 조선일보 [박정희 생애] 제10부 혁명아의 24시(4)--(275):조선일보 2025년7월26일 확인
5. ↑  조갑제 출판국부국장 이동욱 월간조선기자 : 한웅진은 "박정희 장군은 총격전이 오고 가는 상황에서 다리 난간을 잡고 물끄러미 한강물을 내려다보더니~~"증언하였다. 조선일보 [박정희 생애] 제10부 혁명아의 24시(7)--(278):조선일보 2025년7월30일 확인
6. ↑  배진영  월간조선 기자, "혁명 후 잠시 국가재건최고회의 공안위원장을 맡기도 했으나, 1961년 軍에 복귀했다." 월간조선 2001년 5월호: 군사혁명 40주년 5·16 주체세력들 그룹 인터뷰 : 월간조선 2025년7월24일 확인.
7. ↑  동아일보 1961년6월30일자 1면 종합 [정부인사] 한웅진 사단장보임 외 6명 : 2025년 7월29일 확인.